# (31394) 1998 YX9
(31394) 1998 YX9 est un astéroïde de la ceinture principale d'astéroïdes découvert en 1998.

## Description
(31394) 1998 YX9 a été découvert le 25 décembre 1998 à Višnjan, une municipalité située dans le comitat d'Istrie en Croatie, par Korado Korlević et Mario Jurić.

### Caractéristiques orbitales
L'orbite de cet astéroïde est caractérisée par un demi-grand axe de 2,30 ua, un périhélie de 1,91 ua, une excentricité de 0,17 et une inclinaison de 1,29° par rapport à l'écliptique. Du fait de ces caractéristiques, à savoir un demi-grand axe compris entre 2 et 3,2 ua et un périhélie supérieur à 1,666 ua, il est classé, selon la JPL Small-Body Database, comme objet de la ceinture principale d'astéroïdes.

### Caractéristiques physiques
(31394) 1998 YX9 a une magnitude absolue (H) de 15,9 et un albédo estimé à 0,467.